# Federazione cestistica della Guinea-Bissau
La Federazione cestistica della Guinea-Bissau è l'ente che controlla e organizza la pallacanestro in Guinea-Bissau.
La federazione controlla inoltre la nazionale di pallacanestro della Guinea-Bissau. Ha sede a Bissau e l'attuale presidente è Mansoa Marcênio.
È affiliata alla FIBA dal 1994 e organizza il campionato di pallacanestro della Guinea-Bissau.